# Красная датская (порода коров)
Красная датская — порода крупного рогатого скота молочного и молочно-мясного направления.

## История
Порода была выведена в восемнадцатом — девятнадцатом столетии в Дании, на базе местного скота и Англерской. Для улучшения внешнего вида и увеличения веса животных скрещивали с Шортгорнами, часть потомства разводили «в себе», к другим вновь приливали крови других пород. 
Первоначально скот отбирали по высокоудойности, впоследствии отбор сместился в сторону жирномолочности. Тщательный отбор позволил получить высокопродуктивную молочную породу. Благодаря этому в 1950-х годах численность в Дании выросла до 70%. 
Однако начиная с 1970-х годов начал сказываться Инбридинг и проведена неудачная селекция, где были задействованы красная голштинская и бурая швицкая, а также айрширская и шведская красная корова. К 2010 году на красную датскую породу в Дании приходилось только 9% поголовья крупного рогатого скота, уступая по численности голштинам и джерси.

## Экстерьер
Скот красной датской породы имеет крепкую конституцию, средний рост. Туловище глубокое, длинное и широкое, округлых форм, ноги низкие. Высота в холке в среднем 127—132 см, ширина груди 50 см, ширина зада в маклоках 55 см, глубина груди 69 см. Средняя живая масса коров 650—700 кг, быков 1000—1300 кг. Вымя хорошо развито, имеет правильную чашеобразную форму.

## Характеристика
Преимущества представителей:
- В среднем продолжительность жизни составляет 8-10 лактаций;
- адаптивность к российским условиям;
- количество получаемого молока значительно превышает показатели коров других видов;
- большой вес;
- по темпераменту наблюдается активность, дружелюбность, не пугливость;
- скорость созревания буренки;
- плодовитость. Самки этого вида отличаются высоким процентом рождения жизнеспособного потомства;
- быстрый процесс отела;
- хороший иммунитет и стойкость к маститам и туберкулезу;
- продуктивность.

Помимо положительной характеристики красной датской породы, фермеры отмечают один небольшой минус — провисание поясницы.

## Продуктивность
Это деревенская порода, приспособленная к холоду и влажности, которая хорошо использует даже грубый фураж. Порода смешанная, классифицируемая в основном как молочная. Средние показатели породы (2011 год): надои — 8889 кг в год, жирность молока — 4,3 %, содержание белка — 3,5 %. Максимальный надой — 17646 кг молока в год. Средний надой самого продуктивного стада — 11390 кг. Менее продуктивные, чем коровы голштинской породы, коровы дают более ценное молоко. 
У красного датского скота хорошая энергия роста, среднесуточные приросты обычно составляют 1200—1400 г. Телята рождаются с весом в 33—37 кг, годовалые ремонтные быки достигают 420 кг, а полуторагодовалые уже 600 кг. Полновозрастные коровы набирают массу от 550 до 800 кг, быки около 1000 кг. Убойный выход — 54 %.
Животные красной датской породы использовались при формировании и улучшении красной эстонской, бурой латвийской, красной степной, красной литовской пород.